# CCC Polkowice/2012
Deze pagina geeft een overzicht van de CCC Polkowice wielerploeg in 2012. 

## Algemeen
Sponsors: CCC
Algemeen manager: Krzysztof Korsak
Ploegleiders: Marek Leśniewski, Piotr Wadecki, Robert Krajewski
Fietsmerk: Merida

## Renners
| Naam                  | Geboortedatum | Nationaliteit | Ploeg 2011 |
| --------------------- | ------------- | ------------- | ---------- |
| Dariusz Batek         | 27-04-1986    | Polen         |            |
| Pawel Charucki        | 14-10-1988    | Polen         |            |
| Piotr Gawronski       | 25-03-1990    | Polen         | Neo        |
| Adrian Honkisz        | 27-02-1988    | Polen         |            |
| Sylwester Janiszewski | 24-01-1988    | Polen         |            |
| Tomasz Kiendyś        | 23-06-1977    | Polen         |            |
| Bartłomiej Matysiak   | 11-09-1984    | Polen         |            |
| Nikolai Mihailov      | 08-04-1988    | Bulgarije     | Neo        |
| Łukasz Owsian         | 24-02-1990    | Polen         | Neo        |
| Rafal Ratajczyk       | 05-04-1983    | Polen         |            |
| Marek Rutkiewicz      | 08-05-1981    | Polen         |            |
| Grzegorz Stępniak     | 24-04-1989    | Polen         | Neo        |
| Mateusz Taciak        | 19-06-1984    | Polen         |            |
| Kamil Zieliński       | 03-03-1988    | Polen         |            |

## Belangrijke overwinningen
| Circuit des Ardennes Winnaar: Marek Rutkiewicz Szlakiem Grodow Piastowskich 2e etappe: Marek Rutkiewicz Eindklassement: Marek Rutkiewicz Ronde van Malopolska 3e etappe: Marek Rutkiewicz Eindklassement: Marek Rutkiewicz Baltyk-Karkonosze-Tour Proloog: Piotr Gawronski 1e etappe: Tomasz Kiendyś 2e etappe: Grzegorz Stępniak 3e etappe: Grzegorz Stępniak 4e etappe: Sylwester Janiszewski Eindklassement: Nikolai Mihailov Nationale kampioenschappen wielrennen Bulgarije - tijdrit: Nikolai Mihailov | Koers van de Olympische Solidariteit 4e etappe: Adrian Honkisz Ronde van Mazovië Proloog: Sylwester Janiszewski 2e etappe: Grzegorz Stępniak Eindklassement: Mateusz Taciak Memorial Henryka Lasaka Winnaar: Sylwester Janiszewski Beker van de Subkarpaten Winnaar: Sylwester Janiszewski |

2000 · 2001 · 2002 · 2003 · 2004 · 2005 · 2006 · 2007 · 2008 · 2009 · 2010 · 2011 · 2012 · 2013 · 2014 · 2015 · 2016 · 2017 · 2018 · 2019 · 2020